# خوان موراليس (دراج)
خوان موراليس (بالإسبانية: Juan Morales)‏ هو دراج كولومبي، ولد في 19 مايو 1949 في إدارة بوياكا في كولومبيا.

## وصلات خارجية
- خوان موراليس على موقع أرشيف الدراجات (الإنجليزية)
- خوان موراليس على موقع إحصائيات الدراجات الإحترافية (الإنجليزية)
- خوان موراليس على موقع CycleBase (الإنجليزية)
- خوان موراليس على موقع أوليمبيديا (الإنجليزية)